# Živinoreja
Živinoreja je kmetijska panoga, ki se ukvarja z gojitvijo domačih živali (ovčereja/reja drobnice, govedoreja, konjereja, prašičereja, perutninarstvo... čebelarstvo), in sicer z namenom pridobivanja prehranskih proizvodov (mlečni izdelki, meso ...), samih živali za delovno živino, surovin za oblačila in obutev (usnje, volna ...) ter gnoja (za potrebe gnojenja).

## Delitev
- ekstenzivna živinoreja - počasi rastoče živali, ki potrebujejo malo človeškega vpliva, a je tudi malo produktov
- intenzivna živinoreja - hitro rastoče živali, ki potrebujejo veliko človeškega vpliva (dodatna krma ...), a dajo veliko produktov